# 特蕾莎·伍德拉夫
特蕾莎·K·伍德拉夫（英語：Teresa K. Woodruff），美国生殖科学家和肿瘤学家，专注于卵巢生物学、内分泌学和女性健康的研究，曾任伊利诺伊州芝加哥西北大学费恩伯格医学院妇女健康研究所的生殖科学家和主任，2020年8约1日起担任密歇根州立大学教务长。
伍德拉夫作为主要开发者参与开发了由人和小鼠组织制成的微型女性生殖道－Evatar。曾于2013年被《时代》杂志评选为“最具影响力人物”。
2016年，特蕾莎·伍德拉夫参与发现了人类的卵子在被精子受精后会释放出数十亿的锌离子，被称为 "锌火花"（zinc spark）的现象。这一发现入选了《发现》杂志2016年科学大事TOP100。